# Palau Molin Querini
El Palau Molin Querini o Palau Molin Querini de la Maddalena és un palauet històric italià, d'estil neoclàssic, situat en el sestiere de Cannaregio a Venècia, amb façana al Gran Canal de Venècia, on aquest conflueix amb el rio della Maddalena a l'altura de l'església de San Stae, al costat del Palau Emo de la Maddalena.

## Història
L'edifici actual es va reconstruir a mitjans el segle xviii. En ell va viure el bisbe de Brescia Giovanni Molin (1705-1773).

## Descripció
L'edifici presenta una planta particular i versàtil, condicionada per les característiques del tram sinuós del canal on es va edificar, al qual s'adapta. La façana està dividida en dues seccions la separació de les quals és clarament diferenciable per la cantonada d'unió. La part esquerra té una destacable porta a nivell del Canal i a dalt, en les plantes nobles, unes serlianes balconades associades a tres monófores rectangulars..En la part de la dreta només hi ha finestres independents o monófores fent cantonada amb la façana que mira al canal menor rio della Maddalena. A més de la planta baixa i les dues plantes nobles, l'edifici compta amb un entresol i amb unes golfes. A més hi ha un petit pati central a l'interior.